# Mustafa Ceceli
Mustafa Ceceli (ur. 2 listopada 1980 w Ankarze) – turecki piosenkarz, autor piosenek, aranżer, producent muzyczny i multiinstrumentalista.
Debiutował w 2007 singlem „Unutamam”, który nagrał z Enbe Orkestrası. Od 2009 wydał pięć albumów studyjnych: Mustafa Ceceli (2009), Es! (2012), Kalpten (2014), Aşk için gelmişiz (2015) i Zincirimi kırdı aşk (2017).
Kilkukrotny laureat Turkey Music Awards. Był jurorem w programie X Factor (2013–2014) i trenerem w dwóch edycjach programu O ses çocuklar (2014–2015).

## Dyskografia

### Albumy studyjne
- Mustafa Ceceli (2009)
- Es! (2012)
- Kalpten (2014)
- Aşk için gelmişiz (2015)
- Zincirimi kırdı aşk (2017)

### Albumy z remiksami
- Mustafa Ceceli Remixes (2010)
- Eksik Remix 2011 (2011)
- Remixes (2012)

### Minialbumy (EP)
- Simsiyah (2017)